# 熊胆草
熊胆草（学名：Eschenbachia blinii）为菊科白酒草属的植物，是中国的特有植物。分布在中国大陆的贵州、云南、四川等地，生长于海拔1,800米至2,600米的地区，一般生于山坡草地、荒地路旁以及旷野，目前尚未由人工引种栽培。

## 别名
苦荒尖、苦龙胆（滇南本草）、苦蒿、矮脚苦蒿、鱼胆草、细苦蒿、虎胆草、苦草